# Джаксън (окръг, Охайо)
Вижте пояснителната страница за други населени места с името Джаксън.
Окръг Джаксън (на английски: Jackson County) е окръг в щата Охайо, Съединени американски щати. Площта му е 1093 km², а населението - 32 641 души (2000). Административен център е град Джаксън.